# Tosse post-virale
La tosse post-virale è una tosse persistente che rimane dopo un'infezione virale del tratto respiratorio, come l'influenza o il raffreddore, e dura anche più di otto settimane. Essa rappresenta un caso clinico riconosciuto nella letteratura medica europea, ma non è menzionata in studi americani. 
Una possibile causa di questa tosse è che i recettori responsabili dello stimolo della tosse, durante l'infezione del tratto respiratorio, diventano più sensibili e continuano a stimolare la tosse anche quando il virus è scomparso.
La tosse post-virale può essere resistente alle terapie. Normalmente passa da sola con il tempo, ma comunque vengono prescritti sedativi contenenti codeina. Spesso può essere causata da accumuli di muco e in questo caso possono essere d'aiuto degli steroidi per inalazione nasale.